# Ткуарчал (село)

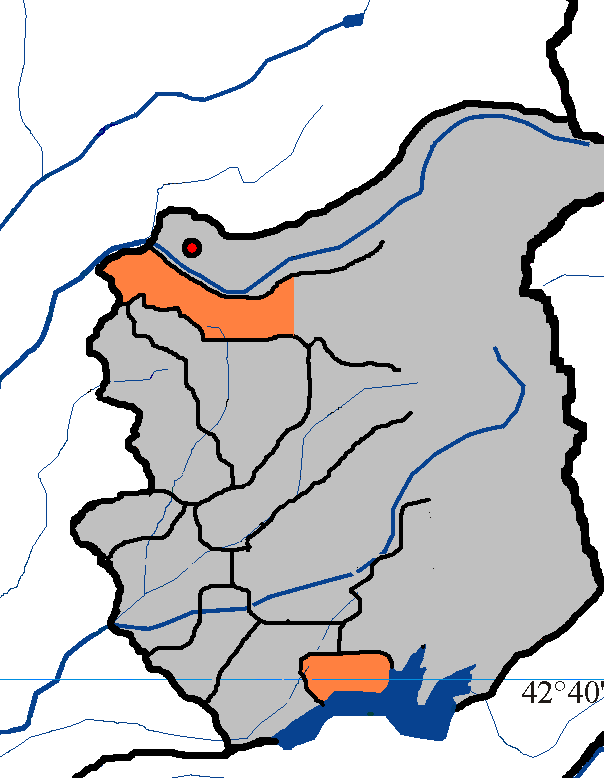
Расположение с/а Ткуарчал

Ткуарча́л или Ткварчели (абх. Тҟәарчал Ткуарчал, груз. ტყვარჩელი Ткварчели) — село в Ткуарчалском районе Абхазии. Расположено к югу от одноимённого с селом райцентра Ткуарчал, в горной полосе, на левом берегу реки Галидзга. До 1952 года и в период с 1953 по 1992 год село официально именовалось Ткварчели, в 1952—1953 годах — Вардисубани , с 1992 года в частично признанной Абхазии — Ткуарчал. В административном отношении село представляет собой административный центр Ткуарчалской сельской администрации (абх. Тҟәарчал ақыҭа ахадара), в прошлом Ткварчельского сельсовета. До 1994 года село входило в состав Очамчырского района. С юга примыкает к городу Ткуарчал.

## Границы
На севере и востоке сельская администрация (село) Ткуарчал граничит с городом Ткуарчал; на юге — с с/а (сёлами) Первая Бедиа и Агубедиа по хребту Речшха; на западе — с с/а (сёлами) Пакуаш и Гуп Очамчырского района.

## Население
Население Ткварчельского сельсовета по данным переписи 1989 года составляло 1213 человек, по данным переписи 2011 года население сельской администрации Ткуарчал составило 545 человек, в основном абхазы (95,4 %), а также грузины (3,1 %).
В XIX веке село Ткуарчал входило в состав Гупской сельской общины. По данным переписи населения 1886 года в селе Ткуарчал проживало православных христиан — 1413 человек, мусульман-суннитов — 13 человек. Всё население Ткуарчала принадлежало к крестьянскому сословию.
| Год переписи | Число жителей | Этнический состав             |
| ------------ | ------------- | ----------------------------- |
| 1886         | 1426          | абхазы 100 %                  |
| 1926         | 1950          | абхазы 99,4 %; грузины 0,5 %; |
| 1959         | 1332          | абхазы (нет точных данных)    |
| 1989         | 1213          | абхазы (нет точных данных)    |
| 2011         | 545           | абхазы (95,4 %)               |

## История

### XIX столетие
В XIX веке Ткуарчал являлось одним из крупнейших горных сёл Абжуйской Абхазии. Территория села была гораздо обширней нынешней, поскольку современный город Ткварчели был образован позже на землях Ткварчельского сельсовета.
Итальянская путешественница Карла Серена, побывавшая в Абхазии во второй половине XIX века даёт следующее описание села: «В одной из складок горного рельефа приютилось село Ткварчели, давшее своё имя соседним минеральным водам, и главным богатством которого является мёд, собираемый несчётными роями пчёл в окрестных лесах. Выехав из Бедиа рано утром, я добралась в это селение в середине дня… Анчабадзе из Ткварчели, чьим гостеприимством я воспользовалась, представлял собой типичного для этих мест сельского князя. Лет шестидесяти, сухой, высокий, худой, седые волосы и длинная белая борода подчёркивали его загорелую кожу. Синие глаза — преобладающий цвет у местных жителей — и непомерно длинный нос придавали его лицу совершенно особенный вид… Двор абхазского князя был похож на все местные дворы. Там как раз в это время строили деревянный дом (акваска), составлявший большую заботу хозяина. В ожидании окончания строительства семья ютилась в апацхе или резервной хижине, где по обыкновению все спали в одной комнате без различия пола… В десятке вёрст от села Ткварчели находятся серные источники с тем же названием. Туда можно попасть по дороге, по обе стороны которой зияют пропасти. Тропа столь узкая, что по ней едва может пройти лошадь. Источник бьёт из скалы на склоне горы и падает в расположенный в шести метрах от него бассейн-резервуар глубиной больше метра, построенный из камня, но с деревянным полом. В этом бассейне, защищённом от солнца грубосколоченной крышей на столбах, могут купаться сразу несколько человек. Рядом есть отапливаемое при необходимости помещение, которое служит для переодевания. Эти ванны бесплатны. Они были оборудованы последним ахом Абхазии Михаилом Шервашидзе, который лечился тут от мочекаменной болезни и имел здесь в горах жилище, уничтоженное позднее пожаром» .

### Советский период и современность
В 1920-е годы из состава Ткварчельского сельсовета был выделен посёлок городского типа Квезани (Куазан), в 1938 году из состава села также выделили посёлок городского типа Акармара, которые в 1942 году были объединены в город Ткварчели. Таким образом село Ткуарчал потеряло бо́льшую часть своей территории.
До выделения посёлков, позже образовавших город Ткварчели, центр села находился в Квезани, а сам посёлок Квезани до того именовался Ткуарчал-Агу (или собственно Ткуарчал). В конце 1920-х годов центр сельсовета был перемещён в посёлок Атышаду. С тех пор и по сей день в быту жители данной местности практически не используют название «село Ткуарчал», воспринимая каждый из трёх посёлков Ткуарчальской сельской администрации в качестве отдельного села.
В ходе грузино-абхазской войны село Ткуарчал находилось под контролем абхазских партизан.
В 1994 году в Абхазии была проведена новая реформа административно-территориального деления, село Ткуарчал было передано из состава Очамчырского района в состав Ткварчельского.

### Историческое деление
Село Ткуарчал исторически подразделяется на пять посёлков (абх. аҳабла), два из которых ныне являются территорией города Ткварчели:
- Адзхыда
- Акуарчапан
- Атышаду

До 1920—1930-х годов также:
- Акармара (ныне в составе города Ткварчели)
- Куазан/Квезани (ныне в составе города Ткварчели).

## Интересное
- Ткуарчал — единственное абжуйское село Ткуарчалского района.
- Ткуарчал — единственное село Ткуарчалского района, где не распространён мегрельский язык.